# Беляков, Александр Юрьевич
Алекса́ндр Ю́рьевич Беляко́в (род. 27 ноября 1962, Ярославль) — российский поэт и переводчик.
Родился в семье служащих. Окончил математический факультет Ярославского государственного университета. Был программистом (1984—1989), журналистом (1989—1991), сотрудником издательства (1991—1993), редактором на радио (1993—1996), книготорговцем, бухгалтером, копирайтером, чиновником, PR-менеджером, редактором на ярославском «Городском телеканале». Печатается как поэт с 1988 года: первая публикация — в ярославской газете «Юность».
Стихи публиковались в журналах «Знамя», «Дружба народов», «Воздух», «Волга», «Магазин», «Новая Юность», «Новый журнал», «Студенческий меридиан», «Химия и жизнь», «Юность» и ряде других, в антологиях «Строфы века» (Полифакт, 1995, сост. Евгений Евтушенко), «Нестоличная литература» (НЛО, 2001, сост. Дмитрий Кузьмин), «Современная литература народов России» (2003, сост. Леонид Костюков) и «Русские стихи 1950—2000 годов» (Летний сад, 2010, сост. И.Ахметьев, Г.Лукомников, В.Орлов, А.Урицкий).
Лауреат международного конкурса поэзии «Глагол» (1993) и сетевого конкурс русской литературы «Тенёта-Ринет’2002» (1-е место в номинации «Сборники стихотворений и поэмы» по версии профессионального жюри). Участник 1-го и 2-го международных фестивалей поэзии в Москве.
Стипендиат Мемориального фонда Иосифа Бродского (2012).
Переводился на итальянский язык (журналы SLAVIA 4/2003 и POESIA 9/2016).

## Книги
- Ковчег неуюта. — Ярославль: Библиотека для чтения, 1992.
- Зимовье. — Ярославль, 1995.
- Эра аэра. — М.: Carte Blanche, 1998. (Шорт-лист премии «Антибукер» 1998 года)
- Книга стихотворений. — М.: ОГИ, 2001.
- Бесследные марши. — М.: АРГО-РИСК; Тверь: KOLONNA Publications, 2006.
- Углекислые сны. — М.: Новое издательство, 2010. — (Новая серия).
- Ротация секретных экспедиций. — М.: Новое литературное обозрение, 2015. — (Серия «Новая поэзия»). (Шорт-лист Премии Андрея Белого 2016 года, диплом премии «Московский счёт»)
- Сырьевая звезда. / Художник — Василий Якупов. — Ярославль: ООО «Академия 76», 2015.
- Возвышение вещей. — М.: Книжное обозрение (АРГО-РИСК), 2016. — (Серия «Воздух: Малая проза»).
- Шпион шумерский. — М.: Воймега, 2017. (Диплом премии «Московский счёт»)
- Программные радиограммы. — Ozolnieki: Literature Without Borders, 2020. — (Поэзия без границ).
- В стране стоячего солнца: стихотворения 2019—2023 годов — М.: Новое литературное обозрение, 2024. — (Серия «Новая поэзия»).